# Manuel Ulloa Elías
Manuel Ulloa Elías (Lima, 12 de noviembre de 1922-Madrid, 9 de agosto de 1992) fue un abogado y político peruano. De familia tradicional, se vinculó con las corporaciones trasnacionales y construyó una fortuna personal. Fue, junto con Pedro G. Beltrán y Jorge Bravo Bresani, uno de los que realizaron importantes aportes al pensamiento económico en el Perú.
Trabajó en los dos períodos de gobierno del presidente Fernando Belaúnde Terry, situándose en el campo económico liberal. Fue presidente del Consejo de Ministros, así como ministro de Economía y Finanzas del Perú. Fue también presidente del Directorio de Editora Nacional S. A., propietaria de los diarios limeños Expreso y Extra.

## Biografía

### Primeros años y estudios
Nacido en una familia con vinculaciones políticas e intelectuales, fue hijo del internacionalista Alberto Ulloa Sotomayor y de Margarita Elías Beddy. Su abuelo paterno fue el periodista Alberto Ulloa Cisneros; su bisabuelo paterno, el médico José Casimiro Ulloa; y su bisabuelo materno, Domingo Elías, jefe supremo del Perú en 1844.
Inició sus estudios en el Colegio Champagnat de Lima (1929-1933) y luego cursó la educación secundaria en el Colegio de la Inmaculada (1934-1938). Como su padre era por entonces embajador en los Países Bajos, viajó a Europa. Regresó tras el estallido de la Segunda Guerra Mundial (1939).
Ingresó a la Universidad Nacional Mayor de San Marcos (1940) donde estudió Derecho y se recibió como abogado en 1947. 

### Carrera
Desde estudiante, prestó servicios en la sección de turismo de la sucursal de la Casa Grace en Lima (1940-1956) y luego en su matriz situada en Nueva York (1957-1961). Se vinculó entonces con Deltec Investment Development, llegando a ser vicepresidente y luego presidente de Deltec Banking Corporation, vicepresidente de la Frederick Hatch and Co., y presidente de Yale Río Doce Trading Co.
Compró las acciones de la empresa patrocinada por Manuel Mujica Gallo para editar los diarios Expreso y Extra (4 de marzo de 1965), para cuya administración organizó la Editora Nacional S. A. En 1969, concurrió a la fundación de la agencia de noticias Latin asociada a la Reuters, pero fundamentalmente constituida por editores latinoamericanos. Renunció a la presidencia del directorio de la Editora Nacional (2 de enero de 1970) porque el Decreto Ley 18075 dispuso que no podía ejercer puestos directivos de los medios de comunicación quien residiese fuera del país durante seis meses al año. Ante tal coyuntura, los empleados y obreros de la empresa reclamaron una intervención directa en la propiedad y la dirección; y como esta pretensión fue amparada por el gobierno y seguida por la intervención del Estado en los periódicos de circulación nacional (27 de julio de 1974), Ulloa editó en el destierro el llamado Expreso Auténtico.
Se trasladó a España, pero pronto regresó al Perú (1977) y como subsecretario nacional de política participó activamente en la reorganización de Acción Popular, que se negó a participar en las elecciones para la Asamblea Constituyente de 1978, pero si lo hizo en las, que ganó llevando por segunda vez a la presidencia de la República a Fernando Belaúnde Terry, y reasumió a su vez la propiedad y la dirección de los diarios Expreso y Extra.
En julio de 1992, Ulloa viajó a Nueva York por exámenes médicos. Luego, en agosto mientras se encontraba en Madrid sufrió una crisis respiratoria y recibió tratamiento en la clínica Puerta de Hierro. Luego de ello Ulloa fue trasladado a otro hospital para un tratamiento de cáncer. Falleció el 9 de agosto de 1992. Sus restos fueron sepultados en el cementerio de San Isidro de Madrid.

### Relación con el Arte
Tuvo una gran pasión por el arte, convirtiéndose en dueño de una apreciable colección pictórica y escultórica. Fue miembro del Consejo Internacional del Arte Moderno en Nueva York, fundador de una galería de arte latinoamericano en Madrid, fundador de las galerías Lima y Presidente del Instituto de Arte Contemporáneo (1966-1980).

## Actividad política
En el ámbito político se orientó hacia el partido Acción Popular que fundara Fernando Belaúnde Terry.

### Ministro de Hacienda
En junio de 1968 fue nombrado como Ministro de Hacienda y Comercio por el presidente Fernando Belaúnde Terry, integrando el gabinete presidido por Oswaldo Hercelles García, cargo que ejerció hasta el 2 de octubre de ese mismo año. Asumía dicho portafolio en momentos de una severa crisis monetaria y hacendaria; en septiembre de 1967 la moneda había tenido una fuerte devaluación. Su paso por dicho ministerio dejaría huella en la vida económica del Perú. Su proyecto era la modernización del país, dentro de un acuerdo con los Estados Unidos, el gran capital internacional y los sectores empresariales dinámicos del Perú. El proyecto contemplaba el uso de las divisas de la actividad primaria para apoyar la industria (proceso ya iniciado), complementada con el fomento de la exportación de las manufacturas y la aceleración de la reforma agraria. Haciendo uso de las facultades extraordinarias por 60 días que el Congreso concedió al gabinete Hercelles, Ulloa expidió el Decreto Supremo N.º 287 (agosto de 1968), con una serie de medidas para reordenar las finanzas, entre las que se contaban una reforma tributaria que hacía efectivo el cobro de los impuestos sobre la renta; establecía el impuesto directo al patrimonio accionario y al valor de la propiedad predial; eliminaba el anonimato en las sociedades por acciones (lo que posibilitaba que el Estado controlara efectivamente la recaudación de impuestos al capital); e incrementaba las tasas impositivas sobre los ingresos personales. Asimismo limitó la participación de los capitales extranjeros en el sistema financiero, estableciéndose que sólo la banca nacional podía contar con sucursales y atraer el ahorro interno del país. En ese mismo sentido, decretó que las industrias estratégicas debían ser controladas mayoritariamente por el capital nacional o, en su defecto, pasar al control del Estado. El Estado adquirió también mayor decisión en la política monetaria. 
El proyecto de Ulloa era viable económica y políticamente; podía conseguir el respaldo de Estados Unidos y de los países desarrollados, así como de buena parte del capital trasnacional. Implicaba también un acercamiento entre Acción Popular (AP) y el partido aprista (PAP), los partidos políticos de más arraigo popular, y hasta entonces enfrentados en el parlamento. Pero sectores radicales de AP (los llamados “termocéfalos”) y la izquierda (tanto la moderada como la extremista) se opusieron denodadamente a la modernización, pues su sueño era la revolución socialista y odiaban todo lo que tuviera que ver con los Estados Unidos. Pese a todo, a mediados de 1968 era posible prever un cambio importante en la economía del país, con un factible período de rápido crecimiento. Pero el estallido del “escándalo de la página once” a raíz de la firma del Acta de Talara (que buscaba resolver el largo litigio con la IPC), trajo abajo la ilusión. Poco después, el general Juan Velasco Alvarado daba un golpe de Estado (madrugada del 3 de octubre de 1968) e iniciaba un proceso de reformas estructurales en todos los ámbitos de la vida del Perú. No obstante, hay que destacar que, si bien el gobierno militar consideró doloso el uso de las facultades extraordinarias que hizo el gabinete Hercelles, respetó las reformas de Ulloa, cuya influencia se prolonga hasta la actualidad.
Tras el golpe militar, Ulloa salió desterrado a la Argentina. 

### Senador
En las elecciones generales de 1980, Ulloa fue elegido senador para el período 1980-1985.
Fue elegido presidente del Senado para el periodo 1984-1985 (último del segundo gobierno de Belaunde). 
En las elecciones generales de 1985 fue nuevamente elegido como senador de la República para el período 1985-1990 (primer gobierno de Alan García Pérez).

### Primer ministro y Ministro de Economía
Desde el 28 de julio de 1980 hasta el 31 de diciembre de 1982 se desempeñó como presidente del Consejo de Ministros y ministro de Economía y Finanzas. La política económica del país se orientó entonces hacia el liberalismo, aunque sin llevarlo a extremos: no se intentó desarmar lo hecho por el gobierno militar y se mantuvieron las empresas públicas, muchas de ellas gigantescas e ineficientes. La inflación se hizo galopante y la crisis económica recrudeció. Se atribuyó parte del mal a la herencia del gobierno militar y a la caída de los precios de los principales artículos de exportación; posteriormente se achacaría al fenómeno del Niño. Para enfrentar la situación se recurrió a la política de las devaluaciones periódicas. En general, fue una época de estancamiento y crisis inflacionaria permanente. 

## Matrimonios y descendencia
En 1947, se casó en primeras nupcias con Carmen García Elmore, sobrina del escritor Edwin Elmore y bisnieta del capitán Frederick Elmore. El padre de Carmen García fue Carlos García Gastañeta, gerente general de la W. R. Grace and Company.
En 1956, se volvió a casar, en Montevideo, con la belga Nadine van Peborgh Grisar. La pareja tuvo dos hijos: Manuel Ulloa van Peborgh (que fue empresario y murió víctima de cáncer en el 2010) y Fernando Ulloa van Peborgh (fallecido en un accidente de tránsito, en plena juventud).
En 1978, se casó en Lima con la argentina Isabel Zorraquín y de Corral (quien antes había estado casada con Vicente Sartorius y Cabeza de Vaca, IV marqués de Mariño), de la que terminó divorciándose.
El 28 de febrero de 1987 se casó en Nueva York con la princesa Isabel de Yugoslavia y Grecia, madre de Catherine Oxenberg, y prima de la reina Sofía y del rey Carlos III. En agosto se casaron en la Municipalidad de San Isidro en una ceremonia privada.

## Publicaciones
- La respuesta de Latinoamérica a la crisis internacional (1984), con Javier Silva Ruete.
- La viabilidad de América Latina (1985), con Jorge Morelli y Jaime de Althaus.